# Смешково (Вологодская область)
Смешково — деревня в Кадуйском районе Вологодской области.
Входит в состав Никольского сельского поселения, с точки зрения административно-территориального деления — в Никольский сельсовет.
Расстояние по автодороге до районного центра Кадуя — 26 км, до центра муниципального образования села Никольское — 2 км. Ближайшие населённые пункты — Стан, Фадеево, Чурово.
По переписи 2002 года население — 22 человека (10 мужчин, 12 женщин). Преобладающая национальность — русские (95 %).